# Хуан II (король Кастилії)
Хуан II (ісп. Juan II; 6 березня 1405 — 20 липня 1454) — король Кастилії (1406—1454).

## Біографія
Походив з династії Трастамара. Син Енріке III, короля Кастилії і Леону, та Катерини Ланкастер. Рано втратив батька. У 1406 році формально стає королем. Втім фактичним володарями держави стали регенти — його мати і стрий Фердинанд. Після обрання останнього у 1412 році королем Арагону, Катерина Ланкастер разом з представниками Фердинанда I (єпископами Хуаном де Сігуенса, Пабло де Санта-Марія де Картахена, Енріке Мануелєм де Вільєна і Пер Афаном де Ріберою) правила до 1418 року. У цей час у 1410 році укладено мирний договір з Англією. Наступного року відбулося остаточне замирення з Португалією. Регенти знову почати переслідування євреїв: у 1411 році в Вальядоліді оголошено закони, що забороняли обіймати адміністративні посади й вимагали носити одяг відмінний від одягу християн.
Після повноліття і здобуття влади у 1418 році (офіційно оголошено у 1419 році на кортесах в Мадриді) Хуан II замало приділяв уваги державним справам, більше займався віршуванням, полюванням, і проведенням лицарських турнірів. 1418 року скасовано дискримінаційні закони проти євреїв. Того ж року одружився з двоюрідною сестрою — дочкою стрия Фердинанда I. Значний час проводив із коханкою — дочкою Альваро де Луна. Останній у 1422 році призначається конетаблем Кастилії. У 1429 році почалося повстання знаті невдоволеною обмеженням повноважень. Їх підтримав король Арагону. Але де луна у 1430 році завдав супротивникам рішучої поразки.
У 1431 році після перемоги у битві при Ірегуелі поставив на трон Гранадського емірату Юсуфа IV (замість Мухаммеда IX) в обмін на щорічну данину. У 1438 році почалося нове повстання знаті. Боротьба тривала до 1444 року. 1442 році король заснував картезіанський монастир Мірафлорес.
Його друга дружина з 1447 року Ізабела Португальська зуміла отримати значний вплив на свого чоловіка, втручалася в управління королівством. 1453 року внаслідок інтриг королеви було арештовано конетабля Альваро де Луну й незабаром страчено. 
Помер у 1454 році в Вальядоліді. Владу успадкував син Енріке.

## Родина
1 Дружина — Марія, дочка Фердинанда I, короля Арагону
Діти:
- Катерина (1422—1424)
- Леонор (1423—1425)
- Енріке (1425—1474), король з 1454 до 1474 року
- Марія (1428—1429)

2 Дружина — Ізабела Португальська (1428—1496), донька португальського конетабля Жуана.
Діти:
- Ізабелла (1451—1504), королева Кастилії (1474—1504).
- Альфонсо (1453—1468)